# Руссу, Валентина Мартыновна
Валентина Мартыновна Руссу  (5 декабря 1920 года — 1 февраля 1982 года) — доярка совхоза имени Кирова Тельманского района Карагандинской области, Казахская ССР. Герой Социалистического Труда (22.03.1966).

## Биография
Родилась 5 февраля 1918 года (по другим данным, 5 декабря 1920 года) в селе Агрономовка в составе оккупированной Румынией Бессарабии, ныне — Унгенского района Молдавии, в семье крестьянина. Украинка.
После окончания сельской школы с 1940 года, когда Молдавская ССР вошла в состав СССР, трудилась в местном колхозе «Тырлица». В период оккупации села и до освобождения Молдавской ССР от румынских и немецких захватчиков находилась на оккупированной территории. После окончания войны Валентина Мартыновна в 1946 году приехала в село Ростовка Тельманского Карагандинской области Казахской ССР и поступила работать дояркой в колхоз «Путь к коммунизму».
После реорганизации колхоза продолжала работать дояркой в совхозе имени Кирова, ежегодно перевыполняла плановые задания и взятые социалистические обязательства. В 1963 году она от каждой из закреплённых за нею 30 коров надоила по 2700 килограммов молока при плане 1600 килограммов, в 1964 году — от 32 коров по 3200 килограммов при плане 1700.
В 1965 году передовая доярка довела удой молока от каждой коровы до 3300 килограммов при плане 1770 килограммов.
Указом Президиума Верховного Совета СССР от 22 марта 1966 года за достигнутые успехи в развитии животноводства, увеличении производства и заготовок мяса, молока, яиц, шерсти и другой продукции Руссу Валентине Мартыновне присвоено звание Героя Социалистического Труда с вручением ордена Ленина и золотой медали «Серп и Молот».
В последующие годы она продолжала демонстрировать наилучшие показатели по надоям молока среди животноводов Тельманского района.
С 1978 года — персональный пенсионер союзного значения. Проживала в селе Ростовка Тельманского района Карагандинской области Казахстана.
Умерла 1 февраля 1982 года. Похоронена на Ростовском сельском кладбище Бухар-Жырауского района.

## Награды
- Золотая медаль «Серп и Молот»(22.03.1966)
- Орден Ленина (22.03.1966)
- Медаль «В ознаменование 100-летия со дня рождения Владимира Ильича Ленина» (6 апреля 1970)
- Медаль «За трудовое отличие»
- Медаль «Ветеран труда»
- медалями ВДНХ СССР:

## Память
- На могиле установлен надгробный памятник